# Lieusaint (Manche)
Lieusaint település Franciaországban, Manche megyében. Lakosainak száma 400 fő (2022. január 1.). Lieusaint Valognes, Colomby, Flottemanville, Morville és Yvetot-Bocage községekkel határos.

## Népesség
A település népességének változása:
| Lakosok száma | 270  | 270  | 345  | 350  | 408  | 423  | 418  | 399  | 401  | 400  |
|               | 1968 | 1982 | 1990 | 2006 | 2013 | 2015 | 2017 | 2019 | 2020 | 2022 |